# Leptolalax lateralis
Leptolalax lateralis  — вид жаб родини азійські часничниці (Megophryidae).

## Поширення
Вид зустрічається в індійському штаті Нагаленд, у М'янмі поблизу міста Банмо та у китайській провінції Юньнань.